# Pentarhopalopilia umbellulata
Pentarhopalopilia umbellulata là một loài thực vật có hoa trong họ Opiliaceae. Loài này được (Baill.) Hiepko mô tả khoa học đầu tiên năm 1987.